# Hauron Peak
Der Hauron Peak ein 1350 m hoher Berg an der Danco-Küste des Grahamlands auf der Antarktischen Halbinsel. Er ragt 5 km südöstlich des Mount Banck auf.
Der Berg ist erstmals auf einer argentinischen Landkarte aus dem Jahr 1952 verzeichnet. Das UK Antarctic Place-Names Committee benannte ihn 1960 nach dem französischen Fotografiepionier Louis Ducos du Hauron (1837–1920), der 1869 die grundlegenden Prinzipien für die Farbfotografie entwickelt hatte.